# پل مارکوس
پل مارکوس (انگلیسی: Paul Marcus؛ ‏ ۳۰ مهٔ ۱۹۵۴ – ۱۳ فوریهٔ ۲۰۱۱) کارگردان و تهیه‌کننده تلویزیونی اهل انگلستان بود.
از فیلم‌ها یا مجموعه‌های تلویزیونی که وی در آن‌ها نقش داشته‌است، می‌توان به نرون، پس از آلیس و دیل و پاسکو اشاره نمود.